# کارلیکوو
کارلیکوو (به لهستانی:  Karlików) یک روستا در لهستان است که در گمینا بوکووسکو واقع شده‌است.
 کارلیکوو ۸٫۸ کیلومتر مربع مساحت و ۱۲۰ نفر جمعیت دارد و ۲۹۰ متر بالاتر از سطح دریا واقع شده‌است.